# 宮崎市立高岡小学校
宮崎市立高岡小学校（みやざきしりつ たかおかしょうがっこう）は、宮崎県宮崎市高岡町内山にある公立の小学校。

## 概要
歴史
江戸時代の1852年（嘉永5年）に創立された「錬士館」を源流とし、1872年（明治5年）に「高岡郷校」、翌1873年（明治6年）に「高岡小学校」となった。現校名となったのは2006年（平成18年）。2022年（令和4年）には創立150年を迎えた。
校章
梅の花弁を背景にして、中央に校名の略称である「高小」の文字（縦書き）を配している。
校歌
作詞は中村地平、作曲は海老原直による。歌詞は3番まであり、各番の歌詞中に校名の「高岡小学校」が登場する。
通学区域
宮崎市高岡町のうち「飯田・内山・浦之名・紙屋・五町・高浜・花見（一部）・飯田一～四丁目」。中学校区は宮崎市立高岡中学校。

## 沿革
前史
- 1852年（嘉永5年）- 「錬士館」が創設される。

本史
- 1872年（明治5年）- 錬士館が廃止され、「高岡郷校」（第一郷校）が創立。
- 1873年（明治6年）- 前年の学制頒布により、「高岡小学校」となる。
- 1889年（明治22年）5月1日 - 町村制の施行により、東諸県郡1町（高岡）6村（高浜・花見・五町・内山・浦之名・飯田）が合併の上、東諸県郡「高岡村」が発足。
- 1892年（明治25年）- 「高岡尋常小学校」・「高岡高等小学校」に改称。
- 実施時期不詳 - 上記2校を統合の上、「高岡尋常高等小学校」に改称。
- 1908年（明治41年）4月 - 改正小学校令により、尋常科の修業年限（義務教育年限）が4年制から6年制に改められる。
- 1915年（大正4年） - 高岡女子要務補習学校を併置。
- 1920年（大正9年）
  - 4月1日 - 高岡村が町制施行し、「高岡町」となる。
  - この年 - 併置の高岡女史要務補習学校が「高岡実科高等女学校」に改組・改称。
- 1941年（昭和16年）4月1日 - 国民学校令施行により、「高岡町高岡国民学校」と改称。尋常科を初等科に改める。
- 1947年（昭和22年）- 学制改革が行われる（六・三制の実施）。
  - 4月1日 - 国民学校初等科は、新制小学校「高岡町立高岡小学校」に改組・改称。
  - 5月8日 - 国民学校高等科は、青年学校普通科とともに、新制中学校「高岡町立高岡中学校」に改組・改称。
- 1965年（昭和40年）4月1日 - 高岡町立内山小学校と高岡町立花見小学校を統合。
- 1968年（昭和43年）- 鉄筋コンクリート造3階建ての新校舎が完成。
- 1972年（昭和47年）- 創立100周年記念式典を挙行。
- 2006年（平成18年）
  - 1月1日 - 宮崎市と合併し、「宮崎市立高岡小学校」（現校名）となる。　
  - この年 - 新校舎が完成。
- 2007年（平成19年）- 新体育館が完成。
- 2008年（平成20年）- 新プールが完成。
- 2009年（平成21年）4月1日 - 宮崎市立去川小学校を統合。
- 2019年（平成31年）4月1日 - 宮崎市立浦之名小学校を統合。

旧・去川小学校（さるかわ）
- 宮崎市立去川小学校を参照。

旧・浦之名小学校（うらのみょう）
- 1873年（明治6年）- 創立
- 実施年不詳 - 「浦之名尋常小学校」に改称。
- 1941年（昭和16年）4月1日 - 国民学校令の施行により、「高岡町浦之名国民学校」に改称。
- 1947年（昭和22年）4月1日 - 学制改革により、新制小学校「高岡町立浦之名小学校」に改称。
- 2006年（平成18年）1月1日 - 「宮崎市立浦之名小学校」（最終名）に改称。
- 2019年（平成31年）3月31日 - 宮崎市立高岡小学校への統合により、閉校。145年の歴史に幕を閉じる。
  - 最終所在地 - 宮崎市高岡町浦之名1833番地

## 交通アクセス
最寄りの鉄道駅
- JR九州 日豊本線 「宮崎駅」

最寄りのバス停留所
- 宮崎交通バス（宮交バス）「高岡小入口」バス停留所

最寄りの幹線道路
- 宮崎県道28号日南高岡線「高岡支所入口」交差点
- 国道10号（えびのスカイライン）

## 周辺
- 宮崎市役所 高岡総合支所
- 宮崎市社会福祉協議会 高岡支所
- 高岡中央保育園
- 宮崎市高岡学校給食センター
- 宮崎森林管理署高岡森林事務所
- 高岡護国神社
- 大淀川